# Кечмания
Кечмания, (също неофициално Мания и често съкратено WM) е кеч pay-per-view събитие, провеждащо се ежегодно през март или април от WWE, американска професионална кеч компания базирана в Кънектикът. WWE за първи път провежда събитието през 1985 г. и оттогава са проведени над 30 издания. Кечмания, главното събитие на WWE, е най-успешното и най-дългото кеч събитие в историята. Това допринася за търговския успех на WWE по целия свят чрез медиите, стоките и шоутата. Кечмания е създадена от собственика на WWE Винс Макмеън, а дългосрочния говорител на ринга на WWE и член на Залата на славата на WWE Хауърд Финкъл допринася с идеята за името WrestleMania през 1984 г.
Разпространеният успех на Кечмания допринася за трансформирането на кеч спорта. Събитието е улеснен възход към славата на няколко топ WWE кечисти, включително Шон Майкълс, по прякор „Мистър Кечмания“ за серия мачове от висок профил по време на събитието, и Гробаря, който е непобеден на събитието от 1991 г. до 2014 г. Знаменитости като Арета Франклин, Синди Лоупър, Мохамед Али, Мистър Ти, Алис Купър, Лорънс Тейлър, Памела Андерсън, Майк Тайсън, Доналд Тръмп, Флойд Мейуедър, Пийт Роуз, Бърт Рейнолдс, Мики Рурк, Снуп Дог, Шон „Диди“ Комбс, Кид Рок, Фред Дърст, Ози Озбърн, Ронда Роузи, Кид Инк, Шакил О'Нийл и други са участвали или са направили специални изяви в рамките на събитията.
Първата Кечмания се провежда в Madison Square Garden в Ню Йорк; 10-ото и 20-ото издание също са там. Кечмания 3 в Детройт, квартала на Понтиак, Мичиган е събитието в закрита зала с най-многобройна публика, където присъстват 93 173 души. Рекордът остава до 14 февруари 2010 г., когато 2010 NBA All-Star Game чупи рекорда за на-многобройна публика в закрита зала със 108 713 души на Cowboys Stadium. През 2016 г., Кечмания 32 надминава Кечмания 3 като най-посетеното кеч събитие правено някога със 101 763 фенове в публиката на AT&T Stadium в Арлингтън, Тексас. Всички издания на турнира са в Северно-американски градове, като 30 са в Съединените щати и 2 в Канада.

## КечМания Пълен достъп
КечМания Пълнен достъп е кеч фен конференция, провеждаща се от WWE по време на КечМания седмицата. Типично е дълго за период от три дни до КечМания и включва подписване на автографи от таланти и легенди на WWE, интервюта, дейности за феновете, изложби на сувенири, среща и запознанство.

## Дати и места на провеждане
| Събитие                   | Град                      | Зала                              | Публика | Главен мач |        |
| ------------------------- | ------------------------- | --------------------------------- | ------- | --- | ------ |
| Кечмания 1 31 март 1985   | Ню Йорк, Ню Йорк          | Madison Square Garden             | 19 121  | Хоуган и Мистър Ти срещу Пайпър и Орндорф. | [ 2 ]  |
| Кечмания 2 7 април 1986   | Юниъндейл, Ню Йорк        | Nassau Veterans Memorial Coliseum | 16 585  | Мистър Ти срещу Пайпър. | [ 3 ]  |
| Кечмания 2 7 април 1986   | Роузмънт, Илинойс         | Rosemont Horizon                  | 9000    | WWF срещу NFL Кралска битка. | [ 3 ]  |
| Кечмания 2 7 април 1986   | Лос Анджелис, Калифорния  | Los Angeles Memorial Sports Arena | 14 500  | Хоуган срещу Бънди, Титла на WWF. | [ 3 ]  |
| Кечмания 3 29 март 1987   | Понтиак, Мичиган          | Pontiac Silverdome                | 93 173  | Хоуган срещу Андре Гиганта, Титла на WWF. | [ 4 ]  |
| Кечмания 4 27 март 1988   | Атлантик Сити, Ню Джърси  | Atlantic City Convention Hall     | 18 165  | Савидж срещу Дибиаси, Титла на WWF. | [ 5 ]  |
| Кечмания 5 2 януари 1989  | Атлантик Сити, Ню Джърси  | Atlantic City Convention Hall     | 18 946  | Савидж срещу Хоуган, Титла на WWF. | [ 6 ]  |
| Кечмания 6 1 април 1990   | Торонто, Онтарио          | SkyDome                           | 67 678  | Уориър срещу Хоуган, Интерконтиненталната и Титла на WWF. | [ 7 ]  |
| Кечмания 7 24 март 1991   | Лос Анджелис, Калифорния  | Los Angeles Memorial Sports Arena | 16 158  | Слоутър срещу Хоуган, Титла на WWF. | [ 8 ]  |
| Кечмания 8 5 април 1992   | Индианаполис, Индиана     | Hoosier Dome                      | 62 167  | Хоуган срещу Джъстис. | [ 9 ]  |
| Кечмания 9 4 април 1993   | Лас Вегас, Невада         | Caesars Palace                    | 16 891  | Харт срещу Йокозуна, Титла на WWF. | [ 10 ] |
| Кечмания 10 20 март 1994  | Ню Йорк, Ню Йорк          | Madison Square Garden             | 18 065  | Йокозуна срещу Харт, Титла на WWF. | [ 11 ] |
| Кечмания 11 2 април 1995  | Хартфорд, Кънектикът      | Hartford Civic Center             | 16 305  | Тейлър срещу Бигелоу. | [ 12 ] |
| Кечмания 12 31 март 1996  | Анахайм, Калифорния       | Arrowhead Pond                    | 18 853  | Харт срещу Майкълс, Титла на WWF. | [ 13 ] |
| Кечмания 13 23 март 1997  | Роузмънт, Илинойс         | Rosemont Horizon                  | 18 197  | Сид срещу Гробаря, Титла на WWF. | [ 14 ] |
| Кечмания 14 29 март 1998  | Бостън, Масачузетс        | FleetCenter                       | 19 028  | Майкълс срещу Остин, Титла на WWF. | [ 15 ] |
| Кечмания 15 28 март 1999  | Филаделфия, Пенсилвания   | First Union Center                | 20 276  | Скалата срещу Остин, Титла на WWF. | [ 16 ] |
| Кечмания 2000 2 март 2000 | Анахайм, Калифорния       | Arrowhead Pond                    | 18 034  | Трите Хикса срещу Скалата срещу Грамадата срещу Фоли, Титла на WWF. | [ 17 ] |
| Кечмания 17 1 април 2001  | Хюстън, Тексас            | Reliant Astrodome                 | 67 925  | Скалата срещу Остин, Титла на WWF. | [ 18 ] |
| Кечмания 18 17 март 2002  | Торонто, Онтарио          | SkyDome                           | 68 237  | Джерико срещу Трите Хикса, Безспорната Титла на WWF. | [ 19 ] |
| Кечмания 19 30 март 2003  | Сиатъл, Вашингтон         | Safeco Field                      | 54 097  | Енгъл срещу Леснар, Титла на WWE. | [ 20 ] |
| Кечмания 20 14 март 2004  | Ню Йорк, Ню Йорк          | Madison Square Garden             | 18 000  | Трите Хикса срещу Беноа срещу Майкълс, Световна титла в тежка категория. | [ 21 ] |
| Кечмания 21 3 април 2005  | Лос Анджелис, Калифорния  | Staples Center                    | 20 193  | Трите Хикса срещу Батиста, Световна титла в тежка категория. | [ 22 ] |
| Кечмания 22 2 април 2006  | Роузмънт, Илинойс         | Allstate Arena                    | 17 159  | Сина срещу Трите Хикса, Титла на WWE. | [ 23 ] |
| Кечмания 23 1 април 2007  | Детройт, Мичиган          | Ford Field                        | 80 103  | Сина срещу Майкълс, Титла на WWE. | [ 24 ] |
| Кечмания 24 30 март 2008  | Орландо, Флорида          | Florida Citrus Bowl               | 74 635  | Острието срещу Гробаря, Световна титла в тежка категория. | [ 25 ] |
| Кечмания 25 5 април 2009  | Хюстън, Тексас            | Reliant Stadium                   | 72 744  | Трите Хикса срещу Ортън, Титла на WWE. | [ 26 ] |
| Кечмания 26 28 март 2010  | Глендейл, Аризона         | University of Phoenix Stadium     | 72 219  | Гробаря срещу Майкълс. | [ 27 ] |
| Кечмания 27 3 април 2011  | Атланта, Джорджия         | Georgia Dome                      | 71 617  | Миз срещу Сина, Титла на WWE. | [ 28 ] |
| Кечмания 28 1 април 2012  | Маями, Флорида            | Sun Life Stadium                  | 78 363  | Скалата срещу Сина. | [ 29 ] |
| Кечмания 29 7 април 2013  | Ийст Ръдърфорд, Ню Джърси | MetLife Stadium                   | 80 676  | Скалата срещу Сина, Титла на WWE. | [ 30 ] |
| Кечмания 30 6 април 2014  | Ню Орлиънс, Луизиана      | Mercedes-Benz Superdome           | 75 167  | Ренди Ортън (ш) срещу Батиста срещу Даниел Браян в Тройна Заплаха мач за Световната титла в тежка категория на Федерацията.                                                                       | [ 31 ] |
| Кечмания 31 29 март 2015  | Санта Клара, Калифорния   | Levi's Stadium                    | 76 976  | Брок Леснар (ш) срещу Роман Рейнс срещу Сет Ролинс в Тройна Заплаха мач за Световната титла в тежка категория на Федерацията                                                                      | [ 32 ] |
| Кечмания 32 3 април 2016  | Арлингтън, Тексас         | AT&T Stadium                      | 101 763 | Трите Хикса (ш) срещу Роман Рейнс за Свитовната титла в тежка категория на Федерацията | [ 33 ] |
| Кечмания 33 2 април 2017  | Орландо, Флорида          | Orlando Citrus Bowl               | 75 245  | Гробаря срещу Роман Рейнс в Без Никакви Ограничения мач |        |
| Кечмания 34 8 април 2018  | Ню Орлиънс, Луизиана      | Mercedes-Benz Superdome           | 78 133  | Брок Леснар (ш) срещу Роман Рейнс за Универсалната титла |        |
| Кечмания 35 7 април 2019  | Ийст Ръдърфорд, Ню Джърси | MetLife Stadium                   | 82 265  | Ронда Роузи (Първична сила) срещу Шарлот Флеър (Разбиване) срещу Беки Линч в Победителят взима всичко Тройна Заплаха мач за Титлата при жените на Първична сила и Титлата при жените на Разбиване |        |
| Кечмания 36 5 април 2020  | Тампа, Флорида            | Raymond James Stadium             | TBD     | TBD |        |